# Sirius
 Ovo je glavno značenje pojma Sirius. Za druga značenja pogledajte Sirius (razdvojba).
Sirius (α CMa / α Canis Majoris / Alfa Canis Majoris, lat. Sīrĭus) je najsjajnija zvijezda noćnog neba. Nalazi se u zviježđu Veliki pas (Canis Maior). Prividna veličina Siriusa je -1,46, što je čini otprilike 2 puta sjajnijom od sljedeće najsjanije zvijezde - Kanopus. Sirus B, pratilja zvijezde otkrive tek 1862., prvi je otkriveni bijeli patuljak.
Sirius je jedna od zvijezda najbližih Zemlji, udaljena je tek 8,6 svjetlosnih godina, zbog čega prividno najsjanija na nebu. Masa zvijezde je oko 2 puta većom od Sunčeve, promjer 1,7 puta većim, a stvarni sjaj oko 25x većim. Svoju plavičastu boju može zahvaliti površinskoj temperaturi od 9.940 K i spektralnoj klasi A1V. Sirius trenutno prilazi Suncu i za 60.000 godina približit će se na 7,85 svjetlosnih godina, što će ga učiniti prividno još sjajnijim s veličinom od -1,68.
Dvojnu narav Siriusa predvidio je Friedrich Wilhelm Bessel (1844) na temelju poremećaja položaja, a pratioca je prvi uočio Alvan Clark (1862) prilikom testiranja 18,5 palčanog teleskopa na Opservatoriju Dearborn. Sirius B je od Siriusa A udaljen 31,5 astronomskih jedinica, s periodom ophoda od 50 godina. Unatoč skromnim dimenzija, promjera je usporedivog sa Zemljom, masa pratilje je oko 0,978 mase Sunca,  sjaj 0,026, a površinska temperatura oko 25 200 K. 
Kalendar u Starom Egiptu (oko 2500 godina prije Krista) temeljio se na pojavi izlaska Siriusa (Sopdeta) neposredno prije izlaska Sunca, što se događalo oko ljetnog suncostaja i bilo najava poplava Nila.